# K̃
Cette page contient des caractères spéciaux ou non latins. S’ils s’affichent mal (▯, ?, etc.), consultez la page d’aide Unicode.
K̃ (minuscule : k̃), appelé K tilde, est un graphème utilisé dans l’écriture du babm (en). Elle est aussi utilisé comme abréviation pour "kann" en vieux norrois. Il s'agit de la lettre K diacritée d'un tilde.

## Utilisation
Le k tilde est utilisé dans le digramme k̃h dans l’alphabet wakhi du séminaire Alifbo de 2013.

## Représentations informatiques
Le K tilde peut être représenté avec les caractères Unicode suivants :
- décomposé (latin de base, diacritiques) :

| formes    | représentations | chaînes de caractères | points de code | descriptions                                |
| --------- | --------------- | --------------------- | -------------- | ------------------------------------------- |
| capitale  | K̃               | K◌̃                    | U+004B U+0303  | lettre majuscule latine k diacritique tilde |
| minuscule | k̃               | k◌̃                    | U+006B U+0303  | lettre minuscule latine k diacritique tilde |